# 中間構文
中間構文（ちゅうかんこうぶん、Middle construction）とは英語で、本来なら目的語となるはずの語句を主語とする特殊な構文。見かけは受動態のようだが、意味的には特定の行為よりも、主語の一般的性質を表現するのに用いる。能動受動態、中間態、中動態（これは本来古典ギリシア語などの用語）など様々な名前でも呼ばれる。
例：
- This book sells well.（この本はよく売れる）
- These cookies eat crisp.（このクッキーはパリパリ食べられる）

のように、本来は他動詞の目的語である語句（被動作物：普通は人間でない）を主語とし、目的語がない代わりに副詞（句）または主格補語を入れた構文であり、動詞としてはその行為によって被動作物に直接的な変化が及ぶものを用いる。意味的には、特定の行為者が行う「売る」「食べる」という行為を表現するのでなく、「この本が売れた」「食べた」ときの様子、つまり被動作物の性質を表す。
形式的には、能格動詞（他動詞をそのままで自動詞としても使える動詞）の構文に似ているが、能格動詞は行為自体を表現するという点で異なる。
中間構文に似た構文で、次のような道具主語構文もある。
- The knife cuts meat.（ナイフは肉を切るものだ）
- This knife cuts well.（このナイフはよく切れる：目的語は省略されている）

これらは道具を主語に据えた構文である。動詞・道具としては、道具が目的語に与える変化を直接的に起こすようなものを用いる。道具を動作主に代わって主語とし、その性質を表現している点で中間構文に似ている。
ロマンス語（フランス語、スペイン語など）では、他動詞の本来の目的語を主語に据えて動詞を再帰動詞に変える表現がある。これも同じように本来の目的語を主語に据えてその性質を表現できるので、中間構文と呼ばれることもある。